# Flugplatzmuseum Cottbus
Das Flugplatzmuseum Cottbus befindet sich im Südteil des ehemaligen Flugplatzes Cottbus und wird vom Verein Flugplatzmuseum Cottbus e. V. betrieben.

## Geschichte
Der Aufbau des Museums erfolgte ab 1990 mit der Gründung eines gleichnamigen Vereins, der es sich zur Aufgabe machte, die regionale Luftfahrtgeschichte zu erforschen und die nach der politischen Wende nicht mehr genutzte Luftfahrttechnik der DDR zu erhalten. Dazu wurden Betriebsflächen im Süden des Flugplatzes erworben. Ab 1994 erfolgte die Öffnung des Museums für die Öffentlichkeit. Der Flugplatz Cottbus wurde in der DDR von der NVA genutzt, bis 1982 waren hier das JG-1 und bis 1990 das KHG-3 stationiert, weshalb auch ein großer Teil der auf 20.000 m² Freifläche ausgestellten Typen aus Beständen der LSK/LV stammt, jedoch können seit einiger Zeit auch ehemalige Militärflugzeuge der NATO, unter anderem Leihgaben des Museums Berlin-Gatow, besichtigt werden. Die Ausstellung umfasst außerdem noch eine Sammlung von Bodendienstgeräten, Abwurfwaffen und Kraftfahrzeugen. In der zugehörigen historischen Ausstellung,  die Exponate wie Ausrüstungsgegenstände, Flugzeugmodelle und Flugzeugbewaffnung umfasst, wird über die Geschichte des Flugwesens in der Region informiert. Im Restaurationsbereich werden die der Witterung ausgesetzten Luftfahrzeuge gewartet und instand gehalten. Zurzeit werden dort eine An-2T und eine MiG-15UTI überholt. Derzeit umfasst die Sammlung etwa 40 Flugzeuge und Hubschrauber. Neuere Exponate sind eine zuvor auf dem Flugplatz Neuhausen stationierte Z-42M, eine Let L-200, eine PZL-104 sowie eine Aero L-60.
Als bisher größtes Fluggerät der Sammlung erwarb das Museum 2017 eine Tu-134A. Die ehemalige Aeroflot-Maschine konnte nach einer harten Landung auf dem Flughafen Erfurt nicht mehr im zivilen Luftverkehr eingesetzt werden. Sie wurde notdürftig repariert nach Berlin-Schönefeld geflogen und von dort auf dem Landweg nach Wartin transportiert, wo sie als Traningsobjekt für die Antiterroreinheit des Ministeriums für Staatssicherheit genutzt wurde. Nach der Wende sollte sie als Gaststätte genutzt werden, wofür aber u. a. wegen der zu geringen Kabinenhöhe keine Erlaubnis erteilt wurde. 2017 konnte das Museum die Maschine erwerben, sie soll restauriert werden, in der Kabine soll eine Ausstellung gezeigt werden.
Das Flugplatzmuseum führt regelmäßige Veranstaltungen wie Modellausstellungen und Museumsführungen, bei denen auch Cockpitbesichtigungen verschiedener Luftfahrzeuge möglich sind, durch. Das Gelände kann außerdem für private Veranstaltungen angemietet werden. Wurden im Jahr 2012 rund 9000 Museumsbesucher gezählt, waren es 2019 etwa 17000.

## Galerie

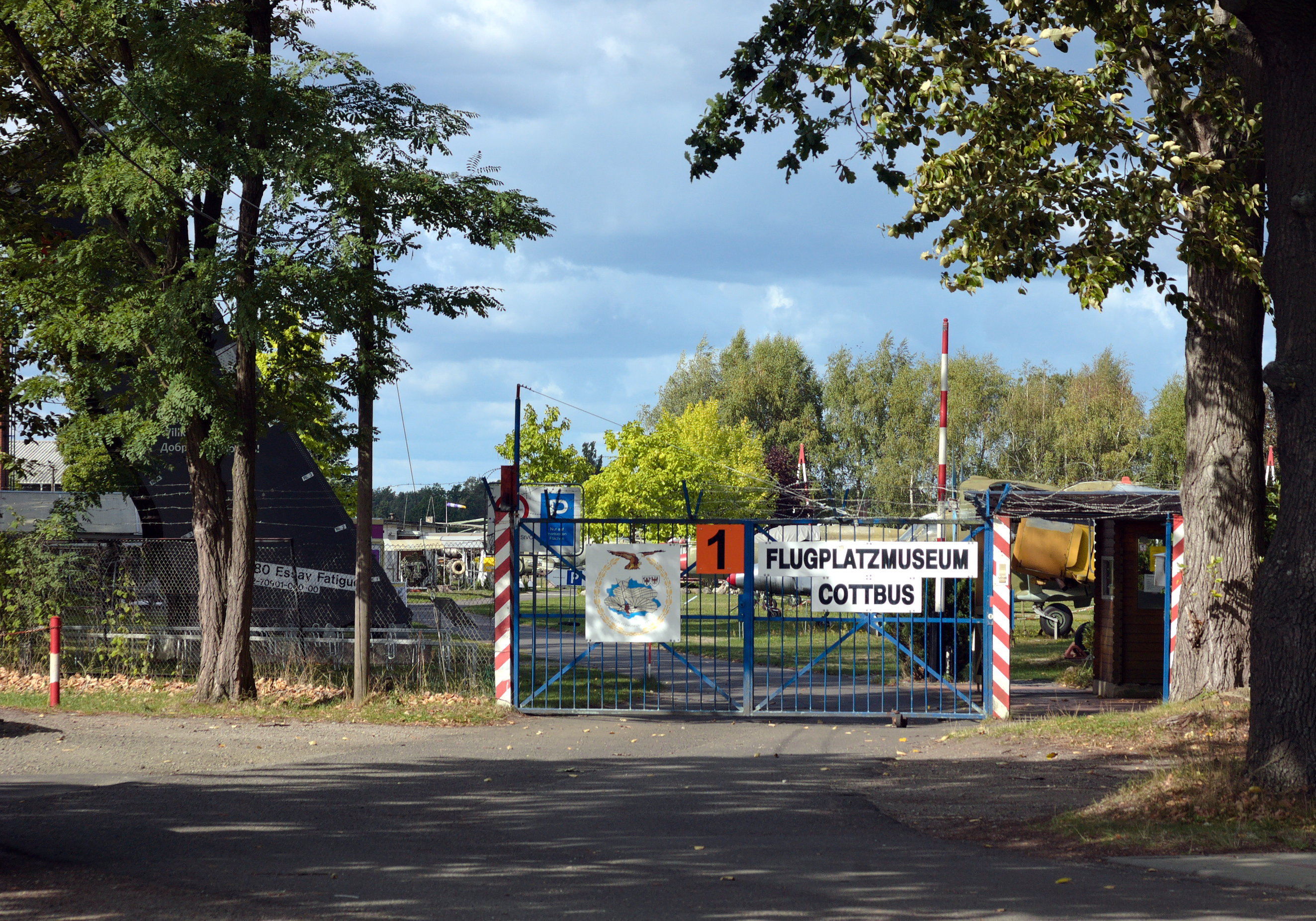
Haupteingang in der Fichtestraße
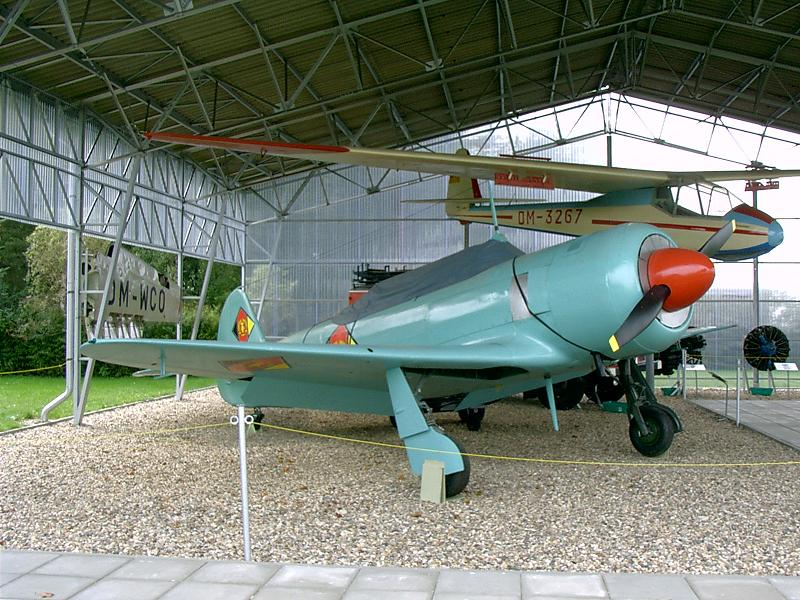
Jak-11 und FES-530 unter Überdachung
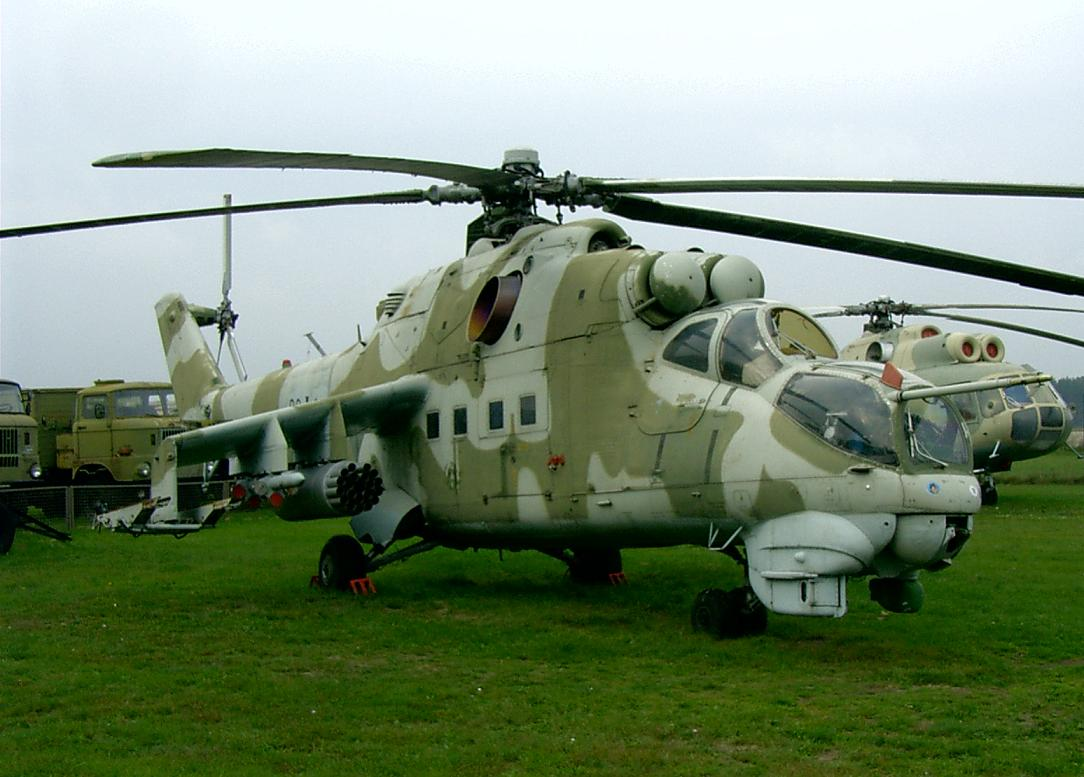
Hubschrauber der NVA (Mi-24D und Mi-9)
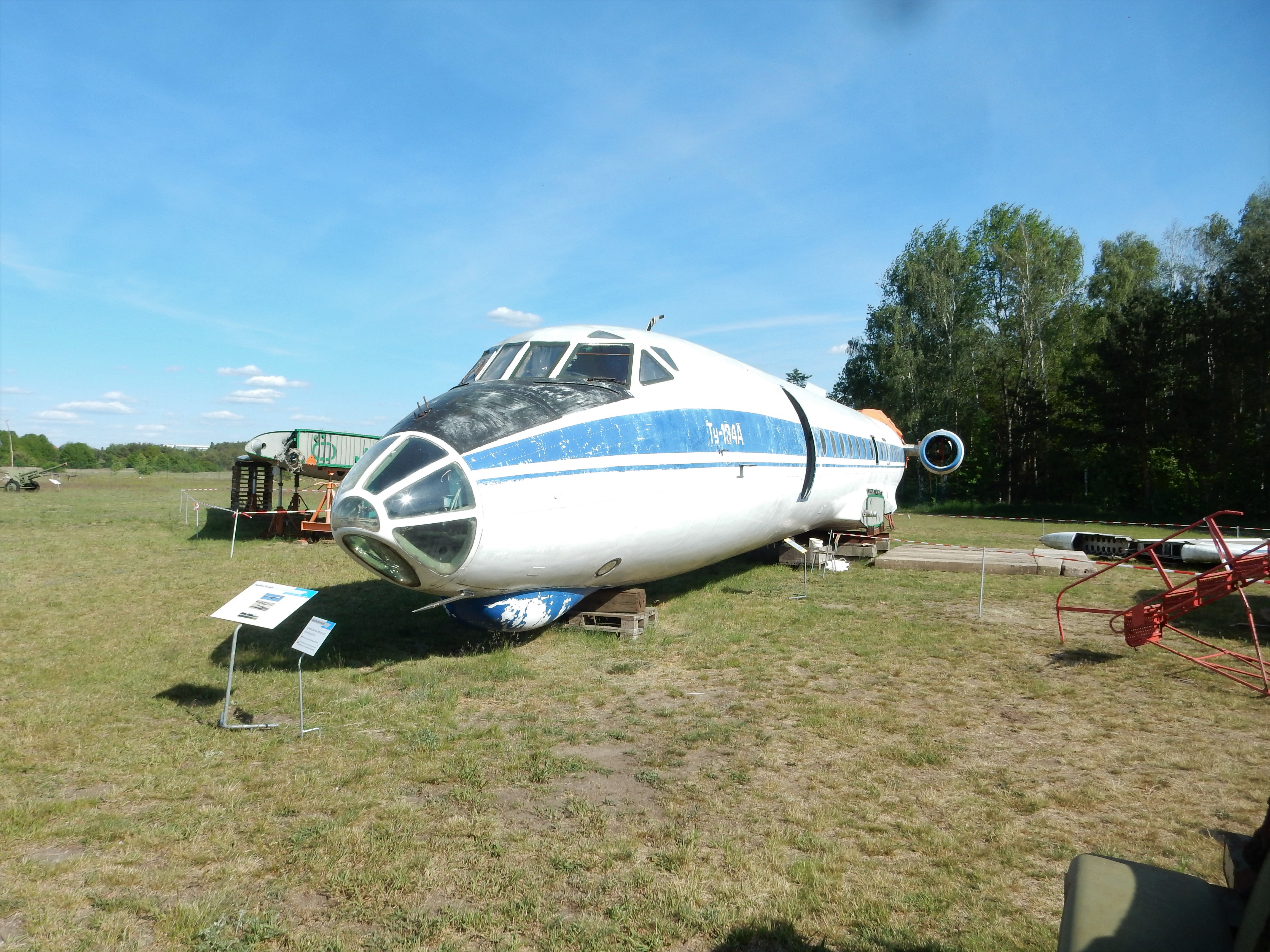
Rumpf der Tu-134A
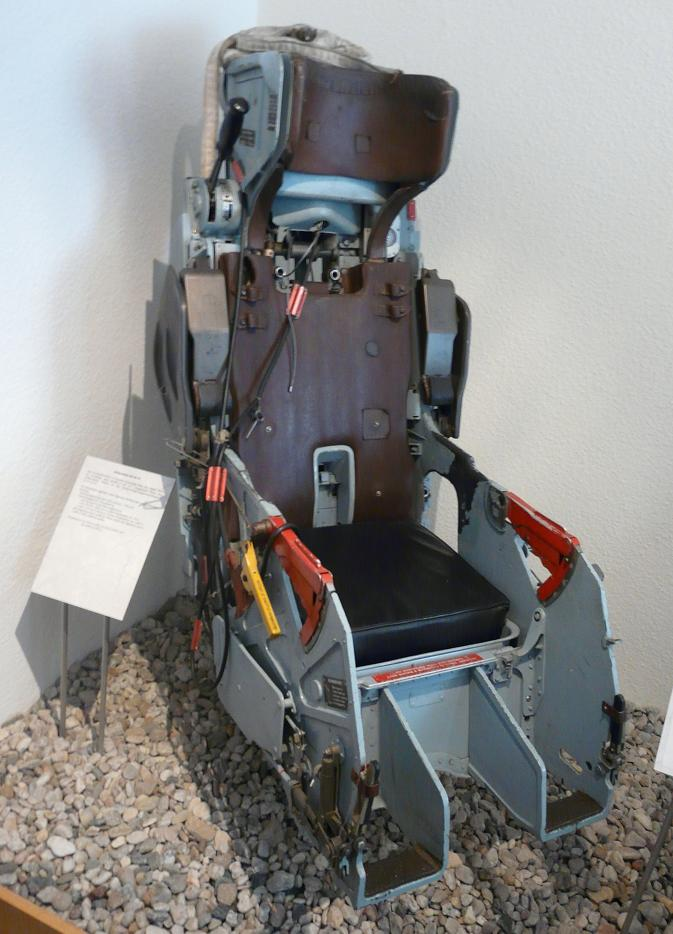
Schleudersitz KS-4S-32 im Innenbereich
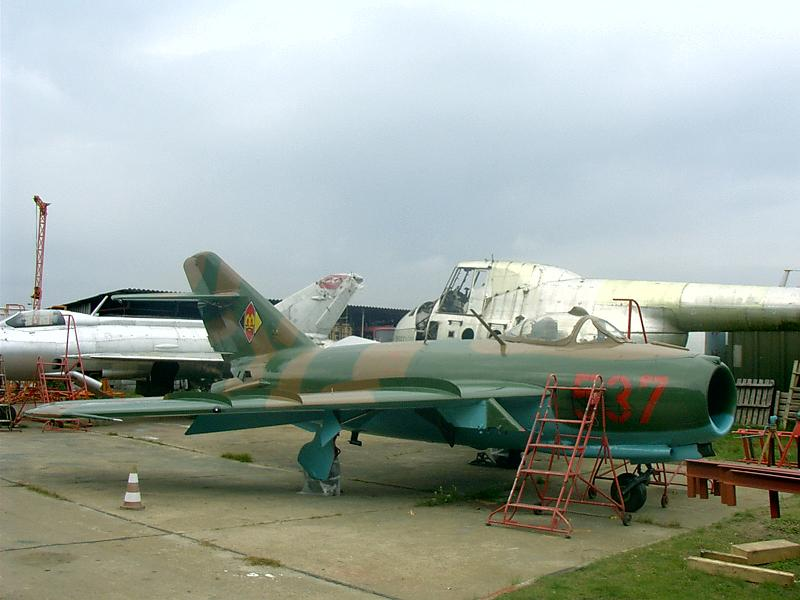
Restaurationsbereich: MiG-17F (2011)
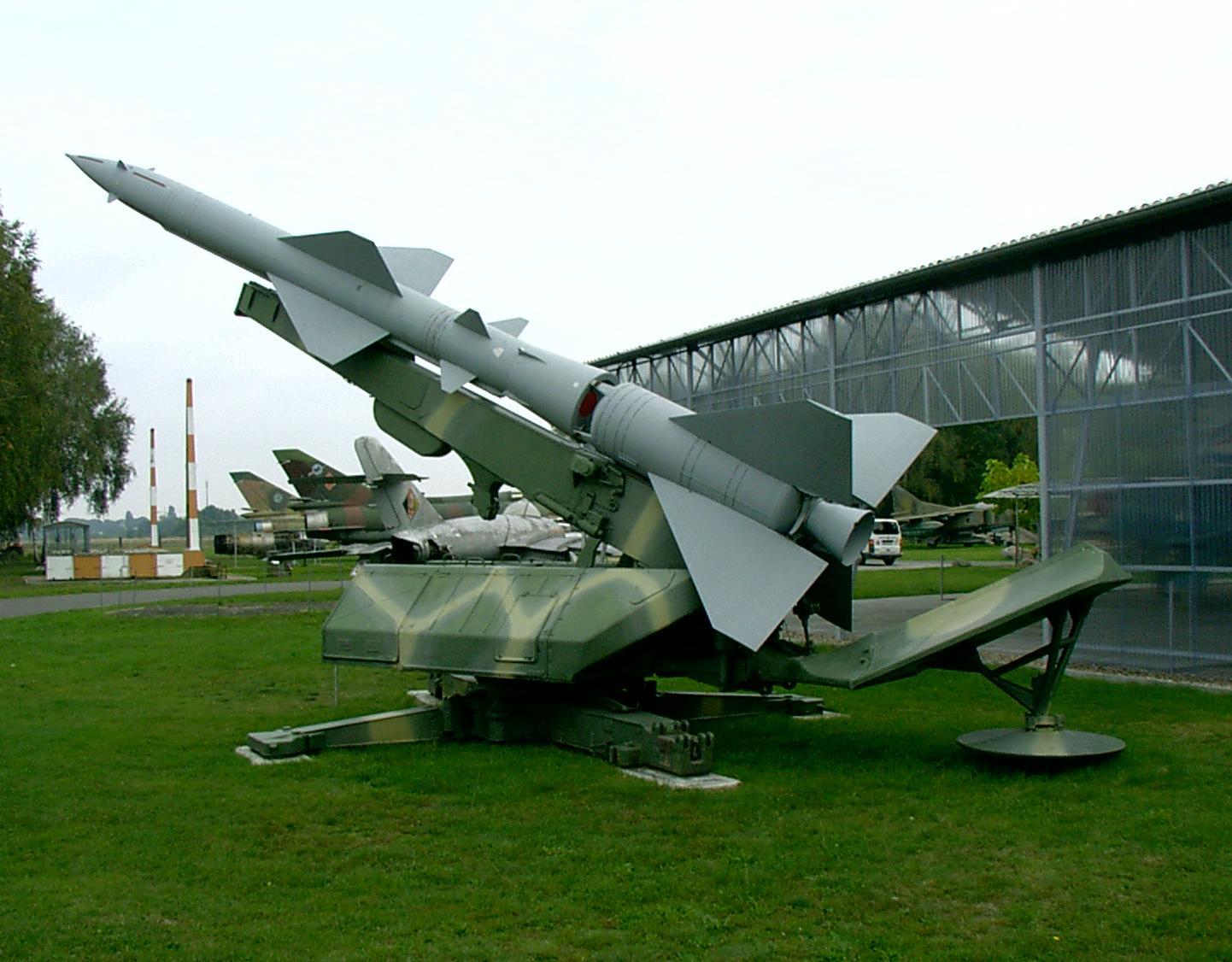
Fla-Rakete S-75